# Nienburg (Alsó-Szászország)
Nienburg település Németországban, Alsó-Szászországban.

## Fekvése
Brémától délkeletre, a Weser folyó partján fekvő település.

## Népessége
| Lakosok száma | 31 354 | 31 602 | 31 550 | 31 570 | 32 126 | 32 423 |
|               | 2016   | 2017   | 2019   | 2021   | 2022   | 2023   |

## Története
Nieburg 1582-ig a von Hoya tartományi grófok rezidenciája volt, majd 1625-ben a Welf-család tulajdonába került, akik a város védelmére erődítményt építettek itt. Az erődítményt Tilly császári tábornok később hosszú ideig hiába ostromolta, nem tudta bevenni.
A város középkori épületei közül figyelmet érdemel a Városháza (Rathaus) favázas épülete a 16. századból, erkélye és portáljai korai Weser-reneszánsz stílusú, valamint a Szent Márton templom (St. Martinkirsche), és néhány megmaradt favázas polgárház.

## Nevezetességek
- Helytörténeti múzeum
- Városháza
- Szent Márton templom

## Itt születtek, itt éltek
- David Rüst (1831-1916) - orvos, paleontológus és ornitológus
- Ernst von Bothmer (1841-1906), német diplomata
- Ernst Teichmann (1869-1919), protestáns teológus és zoológus
- Maik Beermann (1981); Német politikus (CDU)